# Beverly Sills
Beverly Sills (Belle Miriam Silverman) (Brooklyn, Nueva York, 25 de mayo de 1929 - Manhattan, Nueva York, 2 de julio de 2007), de origen ucraniano-rumano, fue la más famosa cantante estadounidense de ópera de los años 60 y los 70. Fue tan famosa como soprano de coloratura que la apodaron "La Reina de la Ópera Americana" destacándose luego como empresaria, ejecutiva, periodista y directora de teatros y organizadora.
Su larga carrera lírica profesional comenzó en 1945 pero recién despuntó en 1966 y su período mejor duró apenas una década. Sobreviviente de cáncer, después de retirarse en el año 1980, fue la férrea directora general de la Ópera de Nueva York o New York City Opera a la que salvó de bancarrota e implementó el sistema de subtítulos en ópera por primera vez en Estados Unidos. 
En 1994, fue presidenta del Lincoln Center y, en 2002, de la Metropolitan Opera, la primera mujer en dirigirlos.
Madre de dos hijos discapacitados, Sills aprovechó su fama para ayudar en la prevención y el tratamiento de los defectos de nacimiento, recaudando más de 70 millones de dólares para la causa.
Fue una pionera entre las mujeres de su era y un ícono cultural estadounidense, especialmente neoyorquino. Un crítico escribió "Si debo recomendar una atracción en la ciudad de Nueva York, Beverly Sills es la primera en mi lista".
Estableció en el 2006, un año antes de su muerte, el Premio Beverly Sills, anual y de $50,000 a "extraordinariamente dotados cantantes americanos entre 25 y 40 años que se hayan desempeñado en el escenario del Metropolitan Opera".

## Vida y carrera temprana
Sills fue la primera generación de inmigrantes ucranianos de Odesa y rumanos judíos. Su madre era Shirley Bahn (nacida con el nombre de Sonia Markovna), y su padre Morris Silverman. Creció en un barrio obrero de Brooklyn, Nueva York. De niña hablaba yídish, ruso, rumano e inglés. 
A la edad de tres años ganó "Miss Beautiful Baby", en la que cantó "The Wedding of Jack and Jill". A los cuatro años apareció en programas de radio por la mañana como "burbujas Silverman". En 1938, apareció en un corto "Uncle Sol Solves it" y comenzó a tomar lecciones de canto con Estelle Liebling. Liebling la animó a que se presentara a una audición para aficionados de la CBS Radio's Major Bowes, y el 26 de octubre de 1939, a la edad de 10 años, Sills fue la ganadora de esa semana. Bowes entonces pidió que apareciese en su Capital Family Hour, un programa semanal de variedades. Su primera aparición fue el 19 de noviembre de 1939, en el 17 aniversario del programa, apareciendo con frecuencia después de eso.
En 1945, Sills hizo su debut profesional en una gira de la compañía Gilbert y Sullivan cantando opereta durante varios años. En 1947, hace su debut en la ópera, interpretando a Frasquita, gitana española en Carmen de Bizet con la Philadelphia Civic Opera. Viajó por toda Norteamérica con la Charles Wagner Opera Company, a finales de 1951 canta Violetta en La traviata y, a finales de 1952, canta Micaëla en Carmen. El 15 de septiembre de 1953 hizo su debut con la Ópera de San Francisco como Elena de Troya en Mefistofele de Boito y también cantó doña Elvira en Don Giovanni. El 29 de octubre de 1955 hace su primera aparición con la New York City Opera como Rosalinda en El murciélago, opereta de Johann Strauss (hijo), con grandes alabanzas de la crítica. Su reputación se amplió con su actuación en el estreno de Douglas Stuart Moore, The Ballad of Baby Doe, en 1958.
El 17 de noviembre de 1956 se casó con el periodista Peter Greenough, que tenía tres hijos de una unión anterior, y se trasladó a Cleveland. Tuvo dos hijos con Greenough, Meredith ("Muffy") en 1959 y Peter, Jr. ("Bucky") en 1961. Tras conocer que Muffy era sorda y que Peter era autista y padecía una discapacidad metal grave, restringió sus actuaciones para cuidar de ellos.
En 1960, los Greenoughs se mudan a Milton, Massachusetts. En 1962, Sills canta en Manon de Massenet para la Opera Company of Boston, el primero de muchos papeles con la directora Sarah Caldwell. En enero de 1964, canta su primera Reina de la Noche en La flauta mágica de Mozart. Aunque la crítica la alabó por su técnica de coloratura y actuación, Sills no gustaba del papel.

## Consagración
En 1966, la New York City Opera (NYCO) exhumó la obra maestra de Händel, Giulio Cesare in Egitto (con Norman Treigle como César y Maureen Forrester como Cornelia), la interpretación de Sills como Cleopatra la consagró como estrella internacional de la ópera. En temporadas posteriores con la NYCO, Sills tenía grandes éxitos en los papeles de la Reina de Shemakha en Le Coq d'Or de Rimski-Kórsakov, el papel principal en Manon, Lucia di Lammermoor de Donizetti, y las tres mujeres, Sor Angélica, Giorgetta, y Lauretta en la trilogía de Puccini Il Trittico. 
En 1969 hizo "su primer millón de dólares" como la cantante lírica mejor paga del mundo. Hizo el papel de Zerbinetta en el estreno estadounidense de la versión de 1912 de Ariadne auf Naxos de Richard Strauss con la Sinfónica de Boston. Su actuación en el aria de Zerbinetta "Grossmächtige Prinzessin", cantada un tono más alto que el original, ganó una aclamación. El segundo acontecimiento del año fue el estreno como Pamira en el Sitio de Corinto de Rossini en La Scala, un éxito que la hizo portada de la revista de Newsweek.
En 1971 fue portada de la revista Time, etiquetándola como "la Reina de América de Ópera". El título era apropiado porque Sills deliberadamente había limitado sus contratos de ultramar debido a su familia. En el exterior trabajó en Covent Garden de Londres, La Scala de Milán, en Nápoles, el Wiener Staatsoper, Lausana en Suiza y conciertos en París. 
En Sudamérica, cantó en el Teatro Colón (Buenos Aires) como Cleopatra (con Norman Treigle, Maureen Forrester y Peter Schreier en 1968 dirigidos por Karl Richter), Manon (con Nicolai Gedda en 1971) y Lucia (con Alfredo Kraus en 1972) ; en Santiago y en Ciudad de México, incluyendo Lucia di Lammermoor con Luciano Pavarotti.
En abril de 1975, luego de la partida de Rudolf Bing que hizo lo imposible porque no cantara en su teatro, Sills debutó tardíamente en la Metropolitan Opera en El Sitio de Corinto, recibiendo una ovación de dieciocho minutos. Otras óperas que cantó fueron La traviata, Lucia di Lammermoor, Thaïs, y Don Pasquale. Pero Sills también siguió cantando para la New York City Opera, su casa de ópera, ensayando nuevos papeles antes de su retiro, incluyendo los papeles principales en El turco en Italia de Rossini en Italia, La Viuda Alegre de Lehár y La Loca de Gian Carlo Menotti, un papel escrito para ella.
Aunque su tipo vocal era de "coloratura lírica", hizo papeles más pesados asociados con sopranos spinto gastando prematuramente su instrumento, como las Reinas Tudor de Donizetti Anna Bolena, Maria Stuarda, y como la reina Isabel I de Inglaterra en Roberto Devereux. La admiraron en aquellos papeles por superar la ligereza de su voz con la interpretación dramática, aunque a un gran costo; Sills más tarde comentó respecto de su papel en Roberto Devereux que "Sus exigencias vocales acortaron mi carrera al menos cuatro años, pero la primera noche fue lo mejor que canté en toda mi vida".
Cantó en ciudades menos populosas y en conciertos para colegio, llevando su arte a muchos que nunca podrían verla sobre el escenario en una ópera organizada siendo fundamental en popularizar la ópera en su país más que cualquier otro cantante de su era por sus muchas apariciones en programas de entrevistas, incluyendo Johnny Carson, Dick Cavett, Michael Douglas, Carol Burnett y Dinah Shore. Hasta tuvo su propio programa de entrevistas "Modos de vivir con Beverly Sills" en la NBC.

## Años posteriores
En 1978, Sills anunció que se retiraría el 27 de octubre de 1980, en una gala de despedida en la New York City Opera. En la primavera de 1979, comenzó como codirectora de la NYCO, y pasó a ser su directora general exclusiva desde finales de aquel año, un puesto que mantuvo hasta 1989, aunque ella permaneciera en el consejo de la NYCO hasta 1991. Durante esa época, Sills también se dedicó a varias causas de las artes y organizaciones benéficas.
A partir de 1994 hasta 2002, Sills fue la presidenta del Lincoln Center. En octubre de 2002, acordó servir como presidenta de la Ópera Metropolitana, de la cual había sido miembro del consejo desde 1991. Dimitió como presidenta en enero de 2005, citando la familia como la razón principal (ella finalmente tuvo que internar a su marido, a quien se había dedicado durante más de 8 años, en una clínica de ancianos). Supervisó el nombramiento de Peter Gelb, anterior jefe de Sony Classical Records, como Gerente general del MET (The Metropolitan Opera of New York), quién sucedió a Joseph Volpe en agosto de 2006.
Su marido Peter Greenough, murió de Alzheimer el 6 de septiembre de 2006, a la edad de 89 años.
Fue invitada al programa The View en la Best Friends´Week el 9 de noviembre de 2006, como mejor amiga de Barbara Walters, dijo que no cantaba más, ni en la ducha, para conservar el recuerdo de su voz.
Su muerte, ocurrida en su residencia de Manhattan a los 78 años, se produjo por una recurrencia del cáncer que sufrió en la década del 70.

## Repertorio operístico
Estos son los papeles que Sills interpretó en escena para la televisión o la radio.
| Compositor        | ópera                                           | Papel                | En el repertorio | Interpretado con | Grabación |
| ----------------- | ----------------------------------------------- | -------------------- | ---------------- | --- | --------- |
| Bellini           | I Capuleti e i Montecchi                        | Giulietta            | 1975             | Opera Company of Boston | Sí        |
| Bellini           | I puritani                                      | Elvira               | 1972–1978        | Philadelphia Lyric Opera Company, New York City Opera, San Francisco Opera, Tulsa Opera | Sí        |
| Bellini           | Norma                                           | Norma                | 1972–1978        | Opera Company of Boston, Opera Theatre of New Jersey, Connecticut Opera, Ravinia Festival, San Diego Opera, San Antonio Grand Opera Festival | Sí        |
| Bizet             | Carmen                                          | Frasquita            | 1951             | Philadelphia Civic Grand Opera Company | No        |
| Bizet             | Carmen                                          | Micaela              | 1952–1958        | Charles Wagner Opera Company, Mann Center for the Performing Arts, Cosmopolitan Opera | No        |
| Bizet             | Carmen                                          | Carmen               | 1956             | Musicarnival | No        |
| Bizet             | Les pêcheurs de perles                          | Leila                | 1956             | DuMont Television Network | Sí        |
| Boito             | Mefistofele                                     | Helen of Troy        | 1953             | San Francisco Opera | No        |
| Charpentier       | Louise                                          | Louise               | 1962–1977        | New York City Opera | Sí        |
| Donizetti         | Anna Bolena                                     | Anna                 | 1973–1975        | New York City Opera | Sí        |
| Donizetti         | Don Pasquale                                    | Norina               | 1978–1980        | Opera Company of Boston, Metropolitan Opera, Houston Grand Opera, San Diego Opera | Sí        |
| Donizetti         | La fille du régiment                            | Marie                | 1970–1977        | Opera Company of Boston, Carnegie Hall, San Antonio Opera, Philadelphia Lyric Opera, San Diego Opera, Cincinnati Opera, Edmonton Opera, Houston Grand Opera, Wolf Trap Opera, San Francisco Opera, New York City Opera, Opera Memphis, Palm Beach Opera | Sí        |
| Donizetti         | L'elisir d'amore                                | Adina                | 1964             | Opera Company of Boston | No        |
| Donizetti         | Lucia di Lammermoor                             | Lucia                | 1968–1977        | Fort Worth Opera, Cincinnati Opera, Edmonton Opera, Opera Company of Boston, New York City Opera, Palacio de Bellas Artes, La Scala, San Antonio Grand Opera, Ravinia Festival, Philadelphia Lyric Opera Company, Covent Garden, Tulsa Opera, Houston Grand Opera, Mississippi Opera Association, Zoo Opera, Wolf Trap Opera, New Orleans Opera, Pittsburgh Opera, Seattle Opera, Teatro Colón, San Francisco Opera, Opera Memphis, San Antonio Symphony, Florentine Opera, Opera Omaha, Metropolitan Opera | Sí        |
| Donizetti         | Lucrezia Borgia                                 | Lucrezia Borgia      | 1975–1976        | New York City Opera | Sí        |
| Donizetti         | Maria Stuarda                                   | Maria Stuarda        | 1972–1974        | New York City Opera | Sí        |
| Donizetti         | Roberto Devereux                                | Elizabeth I          | 1970–1975        | New York City Opera, Cincinnati Opera, Wolf Trap Opera | Sí        |
| Gounod            | Faust                                           | Marguerite           | 1963–1970        | Boston Opera Group, New York City Opera, Cincinnati Opera, Orlando Opera, San Antonio Grand Opera Festival, Duluth Symphony Orchestra | Sí        |
| Handel            | Ariodante                                       | Ginevra              | 1971             | Kennedy Center | Sí        |
| Handel            | Giulio Cesare                                   | Cleopatra            | 1966–1971        | New York City Opera, Teatro Colón, Cincinnati May Festival | Sí        |
| Handel            | Semele                                          | Semele               | 1967–1969        | Cleveland Orchestra, Caramoor Festival | Sí        |
| Hanson            | Merry Mount                                     | Lady Marigold Sandys | 1964             | San Antonio Symphony | No        |
| Hindemith         | Hin und zurück                                  | Helene               | 1965             | WGBH-TV | Sí        |
| Kálmán            | Gräfin Mariza (Countess Maritza)                | Countess Mariza      | 1946             | Hartman Theatre in Columbus, Ohio | No        |
| Lehár             | Die lustige Witwe (The Merry Widow)             | Sonia                | 1956–1965        | Musicarnival, New York City Opera, Casa Mañana, Robin Hood Dell | No        |
| Lehár             | Die lustige Witwe (The Merry Widow)             | Hanna Glawari        | 1977–1979        | San Diego Opera, Houston Grand Opera, New York City Opera | Sí        |
| Leoncavallo       | Pagliacci                                       | Nedda                | 1965             | Fort Worth Opera | No        |
| Massenet          | Manon                                           | Manon                | 1953–1978        | Baltimore Opera Company, New York City Opera, Palacio de Bellas Artes, Teatro Colón, San Francisco Opera, Opera Company of Philadelphia | Sí        |
| Massenet          | Thaïs                                           | Thaïs                | 1954–1978        | DuMont Television Network, San Francisco Opera, Metropolitan Opera | Sí        |
| Menotti           | La Loca                                         | Juana La Loca        | 1979             | San Diego Opera, New York City Opera | Sí        |
| Meyerbeer         | Les Huguenots                                   | Marguerite           | 1969             | Carnegie Hall | Sí        |
| Montemezzi        | L'amore dei tre re                              | Fiora                | 1956             | Philadelphia Grand Opera Company | No        |
| Moore             | The Ballad of Baby Doe                          | Baby Doe             | 1958–1969        | New York City Opera, Musicarnival | Sí        |
| Moore             | The Wings of the Dove                           | Milly Theale         | 1962             | New York City Opera | No        |
| Mozart            | Der Schauspieldirektor                          | Madame Goldentrill   | 1956             | New York City Opera | No        |
| Mozart            | Die Entführung aus dem Serail                   | Konstanze            | 1965–1975        | Boston Opera Group, New York City Opera, Fort Worth Opera, Grant Park, Tanglewood Music Festival, Frederic R. Mann Auditorium, Ravinia Festival | Sí        |
| Mozart            | Die Zauberflöte (The Magic Flute)               | Queen of the Night   | 1964–1967        | Boston Opera Group, Théâtre de Beaulieu, Tanglewood Music Festival, Houston Grand Opera, Vienna State Opera, New York City Opera, CBC Radio | Sí        |
| Mozart            | Don Giovanni                                    | Donna Elvira         | 1953–1955        | San Francisco Opera, Chattanooga Opera Association | No        |
| Mozart            | Don Giovanni                                    | Donna Anna           | 1963–1967        | New York City Opera, Opera Company of Boston, Metropolitan Opera, Palacio de Bellas Artes, Théâtre de Beaulieu, Baltimore Opera Company | Sí        |
| Mozart            | Le nozze di Figaro (The Marriage of Figaro)     | Countess             | 1965             | Miami Opera | No        |
| Nono              | Intolleranza 1960                               | The Companion        | 1965             | Opera Company of Boston | Sí        |
| Offenbach         | Les contes d'Hoffmann                           | Three Heroines       | 1964–1973        | New Orleans Opera, Grant Park, Opera Company of Boston, Cincinnati Opera, New York City Opera, Baltimore Opera Company, Palacio de Bellas Artes, San Antonio Grand Opera, San Antonio Symphony, Shreveport Opera, Teatro Municipal de Santiago, San Diego Opera, Houston Grand Opera, Florida Symphony | Sí        |
| Puccini           | La bohème                                       | Musetta              | 1958–1963        | Cosmopolitan Opera, New York City Opera | No        |
| Puccini           | La bohème                                       | Mimi                 | 1965             | Seattle Opera | No        |
| Puccini           | Gianni Schicchi                                 | Lauretta             | 1967             | New York City Opera | Sí        |
| Puccini           | Suor Angelica                                   | Suor Angelica        | 1967             | New York City Opera | Sí        |
| Puccini           | Il tabarro                                      | Giorgetta            | 1967             | New York City Opera | Sí        |
| Puccini           | Tosca                                           | Tosca                | 1957–1960        | Murrah High School Auditorium for the Jackson Opera Guild, Musicarnival | No        |
| Rameau            | Hippolyte et Aricie                             | Aricie               | 1966             | Opera Company of Boston | Sí        |
| Rimski-Kórsakov   | Le Coq d'Or                                     | Queen Shemakha       | 1967–1971        | New York City Opera | Sí        |
| Romberg           | The Student Prince                              | Kathie               | 1954             | Chicago Theater of the Air | Sí        |
| Rossini           | Il barbiere di Siviglia (The Barber of Seville) | Rosina               | 1974–1980        | Opera Company of Boston, San Antonio Symphony, New York City Opera, Kennedy Center, Fort Worth Opera, Palm Beach Opera, Festival Internacional Cervantino, Robin Hood Dell | Sí        |
| Rossini           | Il turco in Italia                              | Fiorilla             | 1978–1979        | New York City Opera | Sí        |
| Rossini           | Le siège de Corinthe (The Siege of Corinth)     | Pamira               | 1969–1976        | La Scala, Metropolitan Opera | Yes       |
| Johann Strauss II | Die Fledermaus                                  | Rosalinda            | 1955–1980        | Musicarnival, New York City Opera, Cincinnati Opera, Opera Company of Boston | Yes       |
| Johann Strauss II | Die Fledermaus                                  | Adele                | 1977–1980        | New York City Opera, San Diego Opera | Yes       |
| Richard Strauss   | Ariadne auf Naxos (versión original)            | Zerbinetta           | 1969             | Boston Symphony Orchestra | Yes       |
| Richard Strauss   | Elektra                                         | Fifth Maidservant    | 1953             | San Francisco Opera | No        |
| Sullivan          | H.M.S. Pinafore                                 | Josephine            | 1945             | Providence, Rhode Island en el Metropolitan Theater y Hartford, Connecticut en el Bushnell Center for the Performing Arts | No        |
| Sullivan          | The Pirates of Penzance                         | Mabel                | 1945             | Hartford, Connecticut at the Bushnell Memorial Auditorium | No        |
| Suppé             | Die schöne Galathée                             | Galatea              | 1965             | Fort Worth Opera | No        |
| Chaikovski        | Cherevichki (bajo el título The Golden Slipper) | Oxana                | 1955             | New York City Opera | No        |
| Thomas            | Mignon                                          | Philine              | 1956             | New York City Opera | No        |
| Verdi             | Aida                                            | Aida                 | 1954–1960        | University of Utah football stadium, Paterson, New Jersey, Central City Opera | Yes       |
| Verdi             | La traviata                                     | Violetta             | 1951–1977        | Kingston High School (Wilkes-Barre, Pensilvania), Charleston Municipal Auditorium, Bob Carr Performing Arts Centre (Orlando Municipal Auditorium), Saenger Theatre (Pensacola, Florida), Duke University, Academy of Music (Philadelphia), Erie Philharmonic Orchestra, Portland Civic Opera Association, DuMont Television Network, New York City Opera, Fort Worth Opera, Tulsa Opera, Cincinnati Opera, San Antonio Symphony, Grant Park, Teatro di San Carlo, Connecticut Opera, Deutsche Oper Berlin, Los Angeles Philharmonic, Opera Company of Boston, La Fenice, San Antonio Grand Opera, San Francisco Opera, Houston Grand Opera, Ravinia Festival, Palm Beach Opera, Metropolitan Opera, Wolf Trap Opera Company, San Diego Opera | Yes       |
| Verdi             | Rigoletto                                       | Gilda                | 1957–1977        | Grant Park, Opera Company of Boston | Yes       |
| Wagner            | Die Walküre                                     | Gerhilde             | 1953             | San Francisco Opera | No        |
| Weisgall          | Six Characters in Search of an Author           | Coloratura           | 1959–1960        | New York City Opera | Yes       |

## Grabaciones y transmisiones
Registró varios recitales y las siguientes dieciocho óperas completas:
- The Ballad of Baby Doe (Bible, Cassel; Buckley, 1959)

- Giulio Cesare (Wolff, Forrester, Treigle; Rudel, 1967)

- Roberto Devereux (Wolff, Ilosfalvy, Glossop; Mackerras, 1969)

- Lucia di Lammermoor (Bergonzi, Cappuccilli, Díaz; Schippers, 1970)

- Manon (Gedda, Souzay, Bacquier; Rudel, 1970)

- La traviata (Gedda, Panerai; Ceccato, 1971)

- Maria Stuarda (Farrell, Burrows, L.Quilico; Ceccato, 1971)

- Les contes d'Hoffmann (Marsee, Burrows, Treigle; Rudel, 1972)

- Anna Bolena (Verrett, Burrows, Plishka; Rudel, 1972)

- I puritani (Gedda, L.Quilico, Plishka; Rudel, 1973)

- Norma (Verrett, di Giuseppe, Plishka; Levine, 1973)

- Le siège de Corinthe (Verrett, Theyard, Díaz; Schippers, 1974)

- Il barbiere di Siviglia (Barbieri, Gedda, Milnes, Raimondi; Levine, 1974-75)

- I Capuleti e i Montecchi (Baker, Gedda, Herincx, Lloyd; G.Patanè, 1975)

- Thaïs (Gedda, Milnes; Maazel, 1976)

- Louise (Gedda, van Dam; Rudel, 1977)

- Don Pasquale (Kraus, Titus, Gramm; Caldwell, 1978)

- Rigoletto (M.Dunn, Kraus, Milnes, Ramey; Rudel, 1978)

Sus mejores registros son de los años 1959 al 1972, como famosas sus grabaciones de las tres reinas de Donizetti: Maria Stuarda, Ana Bolena y Elisabetta (de la ópera Roberto Devereux) así como I Puritani, de Bellini, Manon de Massenet y La traviata (ambas para EMI), estas tres últimas compartiendo elenco con el gran tenor Nicolai Gedda. 
De su paso por el Metropolitan Opera House existe testimonio de una Lucia de 1977, también con Gedda. Brilló en ocho producciones de ópera televisadas para la PBS y participó en tales especialidades como una Mirada - En el Met con Danny Kaye en 1975, Sills y Burnett en el Met, con Carol Burnett en 1976, y el Perfil en la Música, que ganó a Emmy Award por su interpretación en EE. UU. en 1975, aunque había sido grabada en Inglaterra en 1971.
Durante muchos años, Sills fue la anfitriona para transmisiones de la PBS del Lincoln Center y todavía era muy solicitada para conferencias gracias a su inteligencia y chispeante sentido del humor.

## Su filosofía de vida en frases
- El arte es la firma de nuestra civilización.

- Todo lo que necesitas ya lo tienes. Eres una persona completa ahora, no un aprendiz que reemplazará a otro. Debes entender cuán completo eres y experimentarlo como tu propia y única realidad.

- La ira empieza en la estupidez y termina en arrepentimiento.

- No siempre se logra lo que uno pide pero nunca aquello que uno no pide, a menos que sea contagioso.

- Te puedes desilusionar si fallas, pero estarás condenado si no tratas.

## Premios y reconocimientos
Nominaciones al Grammy Award
1969 - Scenes and Arias from French Opera;
1970 - Mozart and Strauss Arias;
1976 - Music of Victor Herbert (ganador)
Nominaciones al Emmy Award
1975 - Profile in Music: Beverly Sills, Festival '75 (ganador);
1977 - Sills and Burnett at the Met;
1978 - Lifestyles with Beverly Sills (ganador);
1980 - Beverly Sills in Concert
1981 - Great Performances: Beverly! Her Farewell Performance
Doctorados Honorarios en Música
1972 - Temple University;
1973 - New York University & New England Conservatory of Music;
1974 - Harvard University
Otros Premios
1970 - Musical America - Musician of the Year;
1972 - Edison Award - Manon recording;
1973 - Handel Medallion from New York City for artistic achievement;
1979 - Recording Industry of America Cultural Award;
1980 - Golden Baton, American Symphony Orchestra League;
1985 - Kennedy Center Honors;
1990 - National Medal of Arts from National Endowment for the Arts;
2005 - Beverly Sills Artist Award 
2007 - Long Island Music Hall of Fame
Premios Humanitarios
1979 - Pearl S. Buck Women's Award;
1980 - Medalla Presidencial de la Libertad;
1981 - Barnard College Medal of Distinction;
1984 - Charles S. Hughes Gold Medal Award - Nat. Conf. of Christians and Jews
1985 - Gold Medal from National Institute of Social Sciences